# Cyne papuana
Cyne papuana är en tvåhjärtbladig växtart som först beskrevs av Danser, och fick sitt nu gällande namn av B.A. Barlow. Cyne papuana ingår i släktet Cyne och familjen Loranthaceae. Inga underarter finns listade i Catalogue of Life.